# Eceka
ECEKA is een historisch Duits merk van motorfietsen.
De naam ECEKA was afgeleid van Emil C. Kretschmer, Berlin.
Toen Emil Kretschmer in 1924 begon met de productie van zijn lichte 145- en 173cc-motorfietsjes was hij al aan de late kant. Al een jaar eerder was er een enorme "boom" van motorfietsmerkjes ontstaan, waarvan er tientallen in Berlijn gevestigd waren. Het aanbod werd op die manier veel groter dan de vraag en in 1925 beëindigden ruim 150 merken de productie, waaronder ECEKA.